# Ptolemaios Andromachou
Ptolemaios Andromachou (altgriechisch Πτολεμαίος Ἀνδρομάχου Ptolemaíos Andromáchou; 3. Jahrhundert v. Chr.) war wahrscheinlich ein unehelicher Sohn des Königs Ptolemaios II. aus der Dynastie der Ptolemäer.
Zu Ptolemaios Andromachou liegt ein dreizehnzeiliger fragmentarisch erhaltener Papyrus vor, dem eine Kurzbiographie zu entnehmen ist.  Demnach eroberte er die thrakische Küstenstadt Ainos (heute Enez), nahm an der Seeschlacht von Andros teil und wurde schließlich bei einer Revolte in Ephesos ermordet. Der Mord wird bei Athenaios bestätigt, der von einem Aufstand thrakischer Söldner in Ephesos berichtet, vor denen der Statthalter Ptolemaios mit seiner Geliebten Eirene in das Artemis-Heiligtum floh, dort aber mit ihr getötet wurde.

## Datierung, Herkunft und Identität
Eine exakte Datierung der Biographie ist nicht möglich, allerdings können die beschriebenen Ereignisse dem dritten syrischen Krieg zugeordnet werden, also etwa zwischen die Jahre 246 bis 240 v. Chr., vor allem der Schlacht von Andros wegen, die in diesem zeitlichen Kontext verortet wird. Auch wird die Übernahme von Ephesos durch die Ptolemäer zu diesem Krieg gerechnet, wo Ptolemaios Andromachou im Anschluss als Statthalter installiert worden sein dürfte.
Zur familiären Herkunft des Ptolemaios Andromachou besteht in der Fachliteratur weitgehend Uneinigkeit. Gestützt auf die Stelle bei Athenaios erkennen unter anderem P. Fraser, K. Buraselis, C. Ravazzolo und zuletzt M. D. Gygax in ihm einen unehelichen Sohn des Königs Ptolemaios II., wobei die ersten drei ihn zugleich auch mit dem Alexanderpriester des Jahres 251/250 v. Chr., Ptolemaios, Sohn des Andromachos, gleichsetzen. Diese Annahme stützt sich auf den vollständigen Wortlaut des Beinamens des Ptolemaios Andromachou in dem Papyrus, der dort Πτολεμαιο έπίκλησιν Ἀνδρομάχου genannt wird, was übersetzt so viel wie „Ptolemaios, so genannter Sohn des Andromachou [tatsächlicher Sohn des Ptolemaios II.]“, gedeutet werden kann. Fraser, Buraselis und Ravazzolo erkennen darin einen Vaternamen (Patronym), womit sie die Identität des Ptolemaios Andromachou mit dem Alexanderpriester in Einklang bringen. Dieser Konstruktion nach sei die Person des Andromachos der Adoptivvater des Ptolemaios Andromachou gewesen, vielleicht sogar der Ehemann der königlichen Mätresse, unter dessen Namen der königliche Bastard legitimiert wurde.
M. D. Gygax und Werner Huß trennen die Person des Alexanderpriesters von der des Ptolemaios Andromachou, wenn auch in unterschiedlichen Erklärungsansätzen. Beide deuten den im Papyrus verzeichneten Beinamen als echten Beinamen, den sie „Kämpfer von Andros“ übersetzen, was also auf seine Beteiligung an der Schlacht von Andros verweist. In diesem Fall wäre der Beiname allerdings als Spottname zu verstehen, da die Ptolemäer bei Andros eine Niederlage hinnehmen mussten. Doch während Gygax ebenfalls die Vaterschaft des Ptolemaios II. auf Ptolemaios Andromachou vertritt, vereint Huß dessen Biographie mit der des Ptolemaios des Sohns, bei dem es sich tatsächlich um einen Sohn des Lysimachos und der Arsinoë II. handelte, der von seinem Stiefvater (und Onkel) Ptolemaios II. adoptiert und zum Mitregenten eingesetzt wurde. Diese Konstruktion wird wiederum von Gygax zurückgewiesen, der sich auf eine ägyptische Inschrift stützt, deren genaue Übersetzung Huß nur unzureichend berücksichtigt hat, und in Ptolemaios Andromachou und Ptolemaios dem Sohn zwei unterschiedliche Personen identifiziert, die allerdings beide uneheliche Söhne des Ptolemaios II. und damit (Halb-)Brüder gewesen sein müssen.
Familiärer Verbindung nach Huß:
| Arsinoë I. | Arsinoë I. | Arsinoë I. | Arsinoë I. | Arsinoë I.      | Arsinoë I.      |                 |                 | Ptolemaios II. Philadelphos | Ptolemaios II. Philadelphos | Ptolemaios II. Philadelphos | Ptolemaios II. Philadelphos | Ptolemaios II. Philadelphos | Ptolemaios II. Philadelphos |  |  | Arsinoë II. | Arsinoë II. | Arsinoë II. | Arsinoë II. | Arsinoë II. | Arsinoë II. | | | Lysimachos | Lysimachos | Lysimachos | Lysimachos | Lysimachos | Lysimachos |
| Arsinoë I. | Arsinoë I. | Arsinoë I. | Arsinoë I. | Arsinoë I.      | Arsinoë I.      |                 |                 | Ptolemaios II. Philadelphos | Ptolemaios II. Philadelphos | Ptolemaios II. Philadelphos | Ptolemaios II. Philadelphos | Ptolemaios II. Philadelphos | Ptolemaios II. Philadelphos |  |  | Arsinoë II. | Arsinoë II. | Arsinoë II. | Arsinoë II. | Arsinoë II. | Arsinoë II. | | | Lysimachos | Lysimachos | Lysimachos | Lysimachos | Lysimachos | Lysimachos |
|            |            |            |            |                 |                 |                 |                 |                             |                             |                             |                             |                             |                             |  |  |             |             |             |             | | | | | | |            |            |            |            |
|            |            |            |            | Ptolemaios III. | Ptolemaios III. | Ptolemaios III. | Ptolemaios III. | Ptolemaios III.             | Ptolemaios III.             |                             |                             |                             |                             |  |  |             |             |             |             | Ptolemaios Andromachou = Ptolemaios der Sohn = Ptolemaios, Sohn des Lysimachos = Ptolemaios von Telmessos =Ptolemaios von Ephesos | Ptolemaios Andromachou = Ptolemaios der Sohn = Ptolemaios, Sohn des Lysimachos = Ptolemaios von Telmessos =Ptolemaios von Ephesos | Ptolemaios Andromachou = Ptolemaios der Sohn = Ptolemaios, Sohn des Lysimachos = Ptolemaios von Telmessos =Ptolemaios von Ephesos | Ptolemaios Andromachou = Ptolemaios der Sohn = Ptolemaios, Sohn des Lysimachos = Ptolemaios von Telmessos =Ptolemaios von Ephesos | Ptolemaios Andromachou = Ptolemaios der Sohn = Ptolemaios, Sohn des Lysimachos = Ptolemaios von Telmessos =Ptolemaios von Ephesos | Ptolemaios Andromachou = Ptolemaios der Sohn = Ptolemaios, Sohn des Lysimachos = Ptolemaios von Telmessos =Ptolemaios von Ephesos |            |            |            |            |

Familiäre Verbindung nach Gygax:
| Arsinoë I. | Arsinoë I. | Arsinoë I. | Arsinoë I. | Arsinoë I. | Arsinoë I. |  |  |                 |                 |                 |                 |                 |                 |  |  |                     |                     |                     |                     | Ptolemaios II. Philadelphos | Ptolemaios II. Philadelphos | Ptolemaios II. Philadelphos | Ptolemaios II. Philadelphos | Ptolemaios II. Philadelphos                     | Ptolemaios II. Philadelphos                     |                                                 |                                                 | Arsinoë II.                                     | Arsinoë II.                                     | Arsinoë II. | Arsinoë II. | Arsinoë II.                                                | Arsinoë II.                                                |                                                            |                                                            | Lysimachos                                                 | Lysimachos                                                 | Lysimachos | Lysimachos | Lysimachos | Lysimachos |
| Arsinoë I. | Arsinoë I. | Arsinoë I. | Arsinoë I. | Arsinoë I. | Arsinoë I. |  |  |                 |                 |                 |                 |                 |                 |  |  |                     |                     |                     |                     | Ptolemaios II. Philadelphos | Ptolemaios II. Philadelphos | Ptolemaios II. Philadelphos | Ptolemaios II. Philadelphos | Ptolemaios II. Philadelphos                     | Ptolemaios II. Philadelphos                     |                                                 |                                                 | Arsinoë II.                                     | Arsinoë II.                                     | Arsinoë II. | Arsinoë II. | Arsinoë II.                                                | Arsinoë II.                                                |                                                            |                                                            | Lysimachos                                                 | Lysimachos                                                 | Lysimachos | Lysimachos | Lysimachos | Lysimachos |
|            |            |            |            |            |            |  |  |                 |                 |                 |                 |                 |                 |  |  |                     |                     |                     |                     |                             |                             |                             |                             |                                                 |                                                 |                                                 |                                                 |                                                 |                                                 |             |             |                                                            |                                                            |                                                            |                                                            |                                                            |                                                            |            |            |            |            |
|            |            |            |            |            |            |  |  |                 |                 |                 |                 |                 |                 |  |  |                     |                     |                     |                     |                             |                             |                             |                             |                                                 |                                                 |                                                 |                                                 |                                                 |                                                 |             |             |                                                            |                                                            |                                                            |                                                            |                                                            |                                                            |            |            |            |            |
|            |            |            |            |            |            |  |  | Ptolemaios III. | Ptolemaios III. | Ptolemaios III. | Ptolemaios III. | Ptolemaios III. | Ptolemaios III. |  |  | Ptolemaios der Sohn | Ptolemaios der Sohn | Ptolemaios der Sohn | Ptolemaios der Sohn | Ptolemaios der Sohn         | Ptolemaios der Sohn         |                             |                             | Ptolemaios Andromachou = Ptolemaios von Ephesos | Ptolemaios Andromachou = Ptolemaios von Ephesos | Ptolemaios Andromachou = Ptolemaios von Ephesos | Ptolemaios Andromachou = Ptolemaios von Ephesos | Ptolemaios Andromachou = Ptolemaios von Ephesos | Ptolemaios Andromachou = Ptolemaios von Ephesos |             |             | Ptolemaios, Sohn des Lysimachos = Ptolemaios von Telmessos | Ptolemaios, Sohn des Lysimachos = Ptolemaios von Telmessos | Ptolemaios, Sohn des Lysimachos = Ptolemaios von Telmessos | Ptolemaios, Sohn des Lysimachos = Ptolemaios von Telmessos | Ptolemaios, Sohn des Lysimachos = Ptolemaios von Telmessos | Ptolemaios, Sohn des Lysimachos = Ptolemaios von Telmessos |            |            |            |            |